# Ziemia Baffina
Ziemia Baffina, także Wyspa Baffina (ang. Baffin Island; fr. Île de Baffin, inuktitut: Qikiqtaaluk) – największa wyspa Archipelagu Arktycznego, druga pod względem wielkości wyspa Arktyki po Grenlandii oraz piąta na świecie. Jej powierzchnia wynosi 507 451 km². W większej części położona jest za kołem podbiegunowym północnym. Populacja wyspy wynosi ok. 11 tys. osób  (2007). Jej nazwa pochodzi od nazwiska angielskiego odkrywcy Williama Baffina, który badał wyspę na początku XVII wieku.
Pod względem politycznym stanowi część Kanady, dokładniej jej terytorium Nunavut. Położona na północ od Cieśniny Hudsona, która oddziela ją od półwyspu Labrador. Największa osada na wyspie to Iqaluit, stolica terytorium Nunavut.
Powierzchnia w większości skalista, z wysokimi górami z licznymi lodowcami w środkowej części wyspy. W zachodniej, nizinnej części tundra. Linia brzegowa jest silnie urozmaicona, z licznymi fiordami i półwyspami (Brodeur, Borden, Cumberland, Hall, Meta Incognita i Foxe). Najdłuższą rzeką na wyspie jest Koukdjuak, która przepływa przez dwa największe jeziora Ziemi Baffina Nettilling i Amadjuak.
W latach 80. X wieku odkryta przez Eryka Rudego, znana była wikingom jako Pustkowie Zachodnie. Z Ziemią Baffina identyfikuje się również występujący w islandzkich sagach Helluland (inne teorie utożsamiają go z Labradorem). W czasach nowożytnych odkryta ponownie przez Martina Frobishera w 1578, a lepiej zbadana przez Williama Baffina w 1614.